# Близнаки
 Близнаки — деревня в Смоленской области России, в Смоленском районе. Население — 24 жителя (2016 год). Расположена в западной области в 7 км к северу от Смоленска, между автодорогой М1 «Беларусь» и железнодорожной веткой Смоленск — Озёрный.
Входит в состав Дивасовского сельского поселения.
Наиболее интересный участок Днепро-Двинского междуречья - эти пространства в предшествующую эпоху раннего железного века занимала одна весьма своеобразная группа племен с единой археологической культурой, называемой днепро-двинской. Она сложилась еще в первой половине I тысячеле- тия до н.э. и просуществовала как единое целое вплоть до первых веков н.э. В соответствии со статьей 64 Федерального закона от 25.06.2002 № 73- ФЗ «Об объектах культурного наследия (памятниках истории и культуры) народов Российской Федерации» на государственной охране состоит выявленный объект культурного наследия «Городище», 2-я пол. 1 тыс. до н.э. (местонахождение: Смоленский район, д. Близнаки, 1 км восточнее деревни на правом берегу ручья).
В списке смоленских князей, бояр и слуг среди бояр «Вержанского пути» фигурировал «Близнаков Василий» (Литовская Метрика… Стб.485, 1507 год), вотчинное владение которого локализовано по деревне Близнаки, расположенной на расстоянии 10 км к северу от г. Смоленска Вержавский путь в XV - начале XVI вв представлял собой отдельную административно-территориальную единицу Смоленского повета, расположенную по дороге из Смоленска в Вержавскую волость (Вержавляне Великие наиболее платежеспособная податная единица Смоленского княжества, упоминаемая в уставной грамоте Ростислава Мстиславовича 1136г. Город Вержавск (Ржавеск) - сейчас рядом с озеро Городище Демидовского района)
До XV века Близнаки входили в состав Бережнянского стана Смоленского уезда (селения Близнаки, Островкино, Веено, Смогири, Едревичи, Колентеево, Кубарово, Усово (Новосёлки), Рыково) В XIX веке Близнаки входили во Владимирскую волость Смоленского уезда Смоленской губернии.
В 1809 году Близнаки были частью имения Жуково у Матвея Фёдоровича Кашталинского (1726—1817) — сенатор Российской империи, обер-церемониймейстер (1774), действительный тайный советник (1797), кавалер всех российских орденов. Прославился необычайной удачей, сопутствовавшей ему в карточных играх. Основал сад Блонье в центре Смоленска. После выхода в отставку удалился в имение Жуково под Смоленском.
В XIX и начале XX веков село имело наибольшую численность населения и дворов в радиусе 10 км. Во время владения имением Жуково сенатором и тайным советником Николаем Александровичем Гернгросс численность населения и количество дворов/домов в Близнаках удвоились. Была построена новая каменная усадьба, которая в 1888 году была передана для нужд Земской школы. Также были заложены парк и пруды.
Большой каменный дом без всякого намека на изящество: «дом на холме, внизу речка, ветлы, коровы, плотина и два пруда, от большой дороги к дому ведёт березовая аллея. Сад и небольшой ухоженный парк, вода отведена по неглубоким рвам, деревья редких сортов подобраны по тонам листьев, видна заботливая рука искусного садовника» (обобщение из романов Тургенева). Постройки подчинялись принципу иерархии — главные (дом владельца) выделялись размерами и богатством убранства, а территория, отделялась от окружающих пространств бороздой, обводившей контур усадьбы, имеющий так же значение оберега.
— 1860 Владельческая усадьба Гернгросс.
— 1888 Земская Школа
— 1917 Школа Учительницы Орловой Ольги Георгиевны
В 1935 году площадь села была в десять раз больше, чем в настоящее время, занимая всю площадь между истоком реки Чечонка и Городищем. На картах РККА отмечены 70 домов.
В 1960-е годы вдоль д. Близнаки построена действующая окружная железная дорога вокруг Смоленска — северный ход протяжённостью 40 км. Участок Ракитная-Озёрный.

В 1990-е годы стены и фундамент школы были демонтированы.
Живописные места еловых лесов и рек вокруг д. Близнаки официально рекомендованы к туристическим маршрутам.

## Достопримечательности
- Памятник археологии : Городище днепро-двинских племён в 1 км к востоку от деревни. Было заселено в 1-м тысячелетии до н. э.[12]

Городище в 1 км к востоку от деревни Близнаки устроено по мысу при впадении оврага в долину ручья. Площадка 42 × 40 м овальной формы, защищена с западной стороны мощным валом и рвом, был и второй вал вокруг площадки, но он частично сохранился только на склонах. Вокруг площадки городища сохранился вал, особенно высокий со стороны поля. Сооружено городище днепровско-двинскими племенами после середины I тысячелетия до н. э. и затем периодически заселялось вплоть до первых вв. н. э. Культурный слой этого времени содержал остатки обуглившихся оборонительных стен, следы наземных построек и многочисленные предметы, изготовленные из железа (ножи, серпы, шилья, острия), бронзы (браслеты, булавки, пронизки), кости (наконечники стрел, грузики дьякова типа). Вторично городище приспособлено тушемлинскими племенами под убежище в третьей четверти I тысячелетия н. э., которое погибло в огне. Постройки убежища представляли собой длинное сооружение, расположенное по периметру площадки, разделенное на отдельные камеры, внутри которых были каменные очаги. Основу этой постройки составляли массивные вертикально поставленные столбы. В слое пожарища найдены железные наконечники копий и стрел, шпоры, удила, ножи, разбитые глиняные сосуды как грубые лепные, так подлощеные ребристые, а также большое количество обгоревшего зерна (пшеница, ячмень, просо)